# Discriminació per orientació sexual
La discriminació per orientació sexual consisteix a tractar de forma desigual o a excloure a persones a causa de la seva orientació sexual.
Una discriminació es produeix quan algú deixa de fer quelcom tot produint una situació de desigualtat o una injusticia a l'hora d'accedir a una oportunitat o un recurs.
Per tal que es produeixi la discriminació hi ha d'haver-hi un sentit de pertinencia tot causant un perjudici. Qui discrimina no reconeix a la persona discriminada com a part del grup, de fet procura que aquesta no sigui incorporada al grup i que s'allunyi d'aquest i que la persona discriminada pateixi les conseqüències de les decisions del grup discriminador.

## Història
Diversos estudis ens permeten afirmar que un 10% dels homes i un 6% de les dones, aproximadament, tenen orientació preferentment o exclusivament homosexual (Alfred Kinsey, 1948, i ratificat posteriorment el 1979 i el 2000), i que l'1,7% de la població mundial neix amb algun tipus d'intersexualitat1 (Anne Fausto-Sterling, 2006). Una comparació que pot donar llum a aquesta dada és el fet que la realitat albina és molt més coneguda que la intersexualitat, malgrat que s'estima que la població mundial albina és del 0,005% (Anne Fausto-Sterling, 2006).
Tot i que en els darrers anys s'ha avançat significativament pel que fa a la presència de gays, lesbianes, i homes i dones bisexuals i transsexuals (LGBT, a par- tir d'ara) en els mitjans de comunicació, encara avui aquestes representacions estan fetes, majoritàriament, des d'un punt de vista heterosexista i molt lligat a estereotips, estigmatitzacions, exclusions i invisibilitats. Aquests estereotips impedeixen adonar-se'n de la immensa diversitat de formes de viure i de ser que existeixen a la societat, i aquests mateixos estereotips han fet que es promogui una imatge de les persones gays, lesbianes i transsexuals molt esbiaixada respecte a la realitat, que és molt més rica i diversa.
Des d'un punt de vista antropològic i social, són la cultura i la socialització les que expliquen la sexualitat i l'afectivitat dels éssers humans (de fet, la concep- ció cultural de l'afectivitat i de la sexualitat en les cultures antigues —Egipte, Grècia, Roma, Mesopotàmia, etc.— era molt més tolerant i diversa que actual- ment). Des del punt de vista antropològic, el desig sexual no és fix, sinó que hi ha diversos tipus de desitjos sexuals. Finalment, també es parteix del fet que el sexe no determina necessàriament la identitat sexual del subjecte, és a dir, es deixa enrere la concepció conservadora i biologista que els homes han de sentir desig sexual per les dones i les dones pels homes.
Moltes de les discriminacions que hi ha venen de les religions, com per exemple, els catòlics no deixen que les persones que pertanyen al col·lectiu LGTBI es casin per l'església, o la religió musulmana, que no deixen que es casin a les mesquites.
Hi ha països, com Arabia Saudí, que existeix la cadena perpètua per les persones que tenen una orientació sexual que no és la que es considera “normal” i acceptada.
Als països d'Occident de les persones amb identitat de gènere o orientació sexual diferent de les dominants home dona, per la seva banda, s'ha d'analitzar segons unes característiques diferents. Per començar és molt difícil analitzar la seva situació, atesa la manca de dades estadístiques sobre les diferents qüestions que afecten els diferents col·lectius. Les víctimes de discriminació i crims d'odi no solen presentar denúncia, i això succeeix principalment per dos motius: per una banda, per la por de reconèixer públicament la seva identitat a causa del fort estigma social que encara representa, i per l'altra, la freqüència amb què aquestes persones es veuen afectades per delictes homofòbics o transfòbics. A aquests dos motius també s'afegeix que el procediment per denunciar és complicat. Atesa aquesta manca de dades sobre la naturalesa d'aquest tipus de crims, és molt difícil establir polítiques tant per intervenir-hi com per prevenir aquests fets. Malgrat això, és gràcies a estudis sobre el tema que podem saber que el tipus més freqüents d'agressions sobre aquests col·lectius són les verbals i en llocs públics. En aquests atacs les persones joves les més vulnerables, i també sabem les dones lesbianes i les persones bisexuals tendeixen a patir més atacs en llocs privats i a ser objecte d'assetjaments i amenaces sexuals.

## Legislació

### Internacional
Article 1 CE Objecte de la Llei 1.. Les dones i els homes són iguals en dignitat humana, i iguals en drets i deures. Aquesta Llei té per objecte fer efectiu el dret d'igualtat de tracte i d'oportunitats entre dones i homes, en particular mitjançant l'eliminació de la discriminació de la dona, sigui quina sigui la seva circumstància o condició, en qualsevol dels àmbits de la vida i, singularment en les esferes política, civil, laboral, econòmica, social i cultural per assolir, en el desplegament dels articles 9.2 i 14 de la Constitució, una societat més democràtica, més justa i més solidària.
- Comportament homosexual legal

```
 Matrimoni homosexual
```

```
 Unions civils
```

```
 Sense unions civils
```

```
 Reconeixement de matrimonis homosexuals realitzats en altres països
```

- Comportament homosexual il·legal/restringit

```
 Restriccions a la 
llibertat d'expressió
 i associació
```

```
 Penalitat 
de iure
, més no aplicada de facto.
```

```
 Pena de presó
```

```
 Cadena perpetua
```

```
 Pena de mort
```

### Decret de la Generalitat de Catalunya
El Parlament de Catalunya ha aprovat la tramitació de la nova Llei per a la igualtat de tracte i la no-discriminació. La nova norma té com a objectiu fer efectiu el dret a la igualtat per raó de religió o conviccions, capacitat, discapacitat, edat, origen racial o ètnic, sexe o orientació sexual o per altra condició social o personal.
La Llei que comença la seva tramitació defineix els diferents tipus de discriminació, així com l'obligatorietat de promoure la igualtat de tracte ens els àmbits socioeconòmics, des de la sanitat o la negociació col·lectiva fins a l'habitatge o els establiments i espais oberts al públic.
Pla nacional per la igualtat de tracte
Preveu l'impuls d'un Pla nacional per a la igualtat de tracte i la no-discriminació que incorporarà de forma prioritària:
Els principis bàsics d'actuació en matèria de no-discriminació. Les mesures dirigides a prevenir, eliminar i corregir tota forma de discriminació. Les mesures d'atenció especial a les discriminacions múltiples que per la seva pròpia naturalesa suposen un atac més greu al dret a la igualtat de tracte i la no-discriminació. Les mesures dirigides a la informació, conscienciació i formació en igualtat de tracte i no-discriminació. La tramitació d'aquesta llei preveu la designació d'un Òrgan per a la igualtat de tracte i la no-discriminació, que s'aprovarà mitjançant decret del Govern. Resoldrà les demandes, farà funcions de mediador i donarà suport a qui hagi pogut patir discriminació. També podrà iniciar d'ofici o a instàncies de tercers investigacions sobre discriminació fora de les que tinguin caràcter penal, i exercirà la potestat d'incoació, inspecció, instrucció i sanció. 